# Assassinato ritual
Os assassinatos rituais ou os crimes rituais existem e ainda existem hoje e são cometidos individual ou coletivamente contra grupos minoritários vulneráveis. Por exemplo, em certos locais da África, os albinos são um grupo particularmente impactado e vulnerável. As acusações são geralmente atribuídas a minorias determinadas e socialmente rejeitadas com acusações de assassinatos contra membros do grupo majoritário, na maioria das vezes crianças.

## Descrição
No caso de calúnia, aqueles que ela proclama como autores, provoca e justifica opressão e perseguição. Seus vendedores ambulantes aproveitam os seqüestros que não puderam ser esclarecidos, acidentes e morte e, para explicá-los, eles propuseram  bodes expiatórios. Tais atos não são apenas o resultado de lendas populares, enraizadas em superstição, mas, para o propósito de propaganda, também são construídas e usadas com cuidado por grupos de interesse religioso, político, regional ou local e pode assumir a forma de  teorias da conspiração.  pogroms, linchamentos e assassinatos camuflados em julgamento s são frequentemente o resultado. Um assassinato ritual deve ser diferenciado de sacrifício humano, este último perpetrado com a aprovação da sociedade em oposição ao assassinato ritual, considerado crime.[carece de fontes?]

## Alegações e acusações

### Escândalo das bacanais

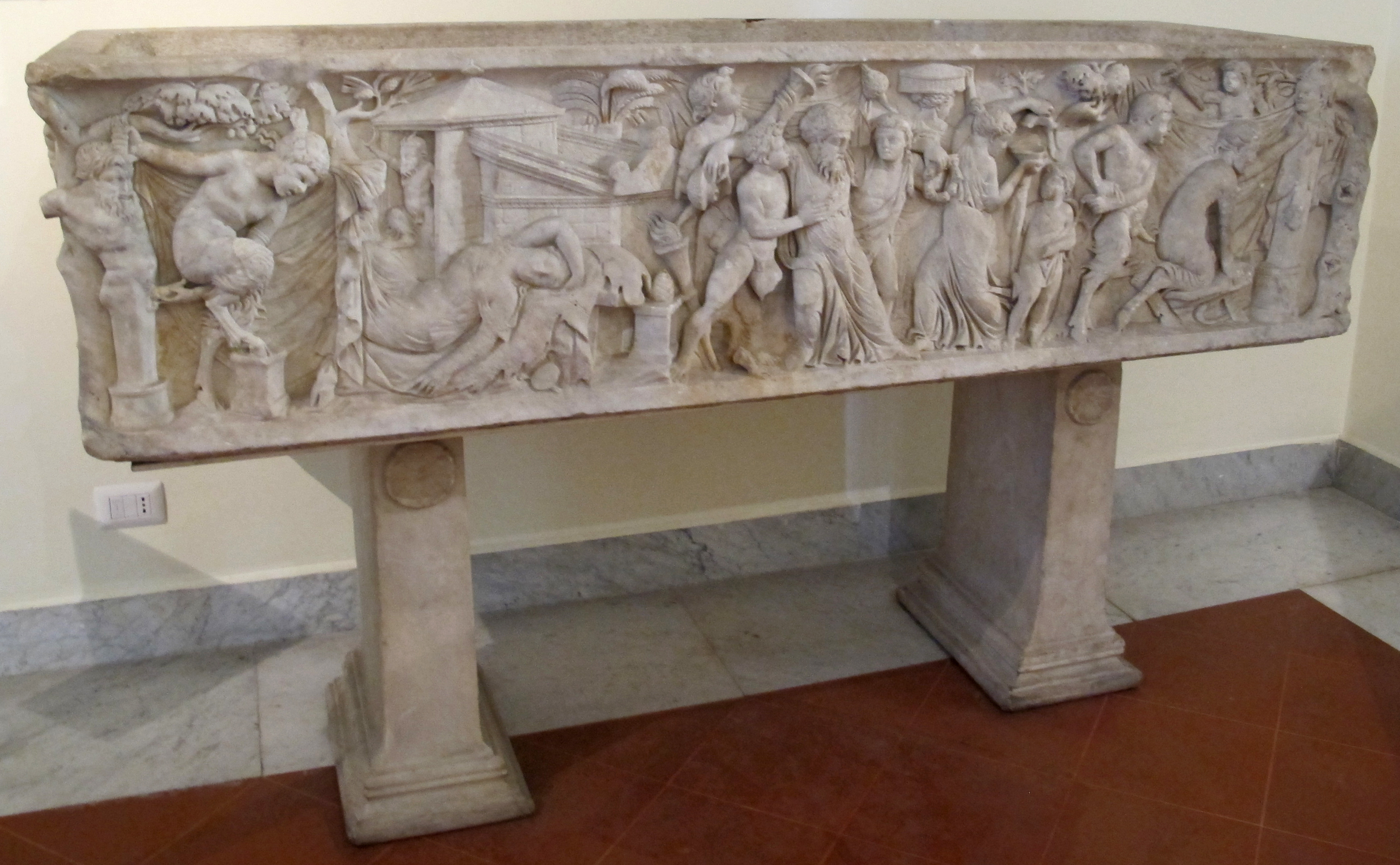
Bacanais em um sarcófago

Em Roma Antiga, em 186 a.C., o escândalo das Bacanais revela que durante o culto, as Bacantes consomem a carne crua das vítimas, sendo o modelo dos sacrifícios no dionisianismo o canibalismo, e grande quantidades de vinho. Dessa forma, eles buscam atingir um estado de transe, ser possuídos pela divindade (Baco ou Dioniso) e se identificar com ela por algum tempo.[carece de fontes?]

### Acusações contra judeus

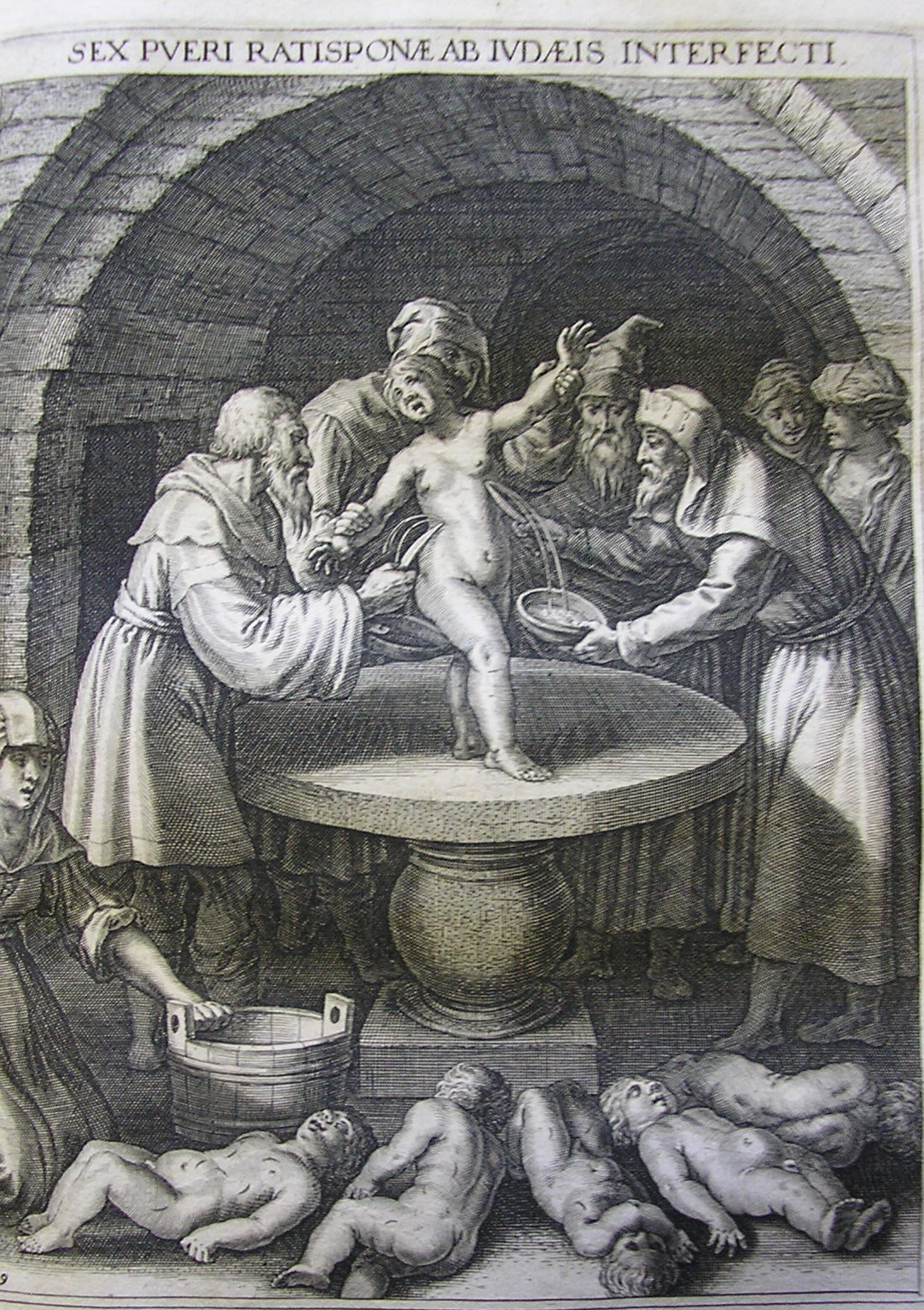
Representação de crime ritual cometido por judeus, gravura em cobre, Regensburg (Alemanha), 1627

A repreensão do assassinato ritual que os cristãos dirigiram aos judeus desenvolveu-se no século XII. A suposta sede de sangue das crianças cristãs que os judeus precisariam para sua   matzoth  em Pessach (Páscoa) para usar como remédio ou mágica, que é um dos mais tenazes estereótipos do antijudaísmo cristão. Essas acusações eram freqüentemente fatais para os acusados, suas famílias e sua comunidade.
Em 2007, o historiador israelense Ariel Toaff escreveu um livro levantando a possibilidade de que os judeus acusados do assassinato de Simão de Trento em 1475 eram culpados. Mas ele negou muito rapidamente.  Além disso, uma refutação  meticuloso que inclui entrevistas com vários acadêmicos italianos publicados sobre o assunto, em 11 de fevereiro de 2007 no jornal italiano " Corriere della Sera" .

### Caça às bruxas

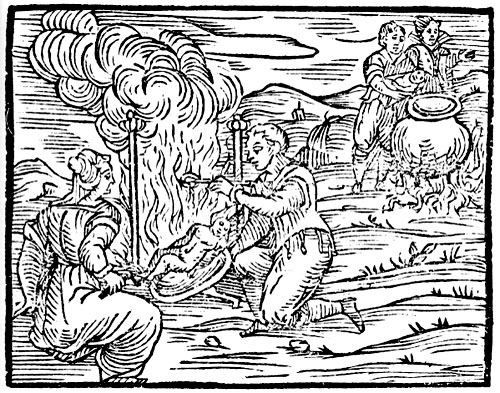
Bruxas cozinhando crianças - tirado de "Compedium maleficarum" por Francesco Maria Guazzo, 1608

No século XV, foram levantadas acusações de homicídio ritual contra mulheres e homens acusados de praticar "bruxaria". Eles foram acusados de práticas que a inquisição eclesiástica havia condenado desde o século XIII aos cátaros e valdenses e "confirmadas" pelos interrogatórios de tortura: encontros noturnos orgíacos com adoração ao diabo (Satanismo) ou rituais de homenagem ao mal ou a espíritos vítimas e crianças. Depois de apenas algumas queixas contra suspeitos como mágico terem sido apresentadas até agora, uma ameaça foi aceita seita, que pratica como "magia negra" "secretamente aceita e pratica para destruir Cristianismo. Motivos como "Sábado das Bruxas" (de sábado), "Sinagoga" (para dança de bruxa) e assassinatos rituais originários da antiguidade das idéias antijudaísmo.
O padrão das acusações era muito semelhante em toda a Europa. Por exemplo, por volta de 1431, a crônica de Hans Fründ de Luzern descreve as circunstâncias em torno da perseguição às bruxas em Valais, listando pela primeira vez o que deveria ser feito o dia do sabá das bruxas: pacto com o diabo, voo aéreo, produção e uso de pomada de bruxa, comida orgiástica com comida roubada, dano mágico, assassinato ritual de crianças e canibalismo..

### Satanismo

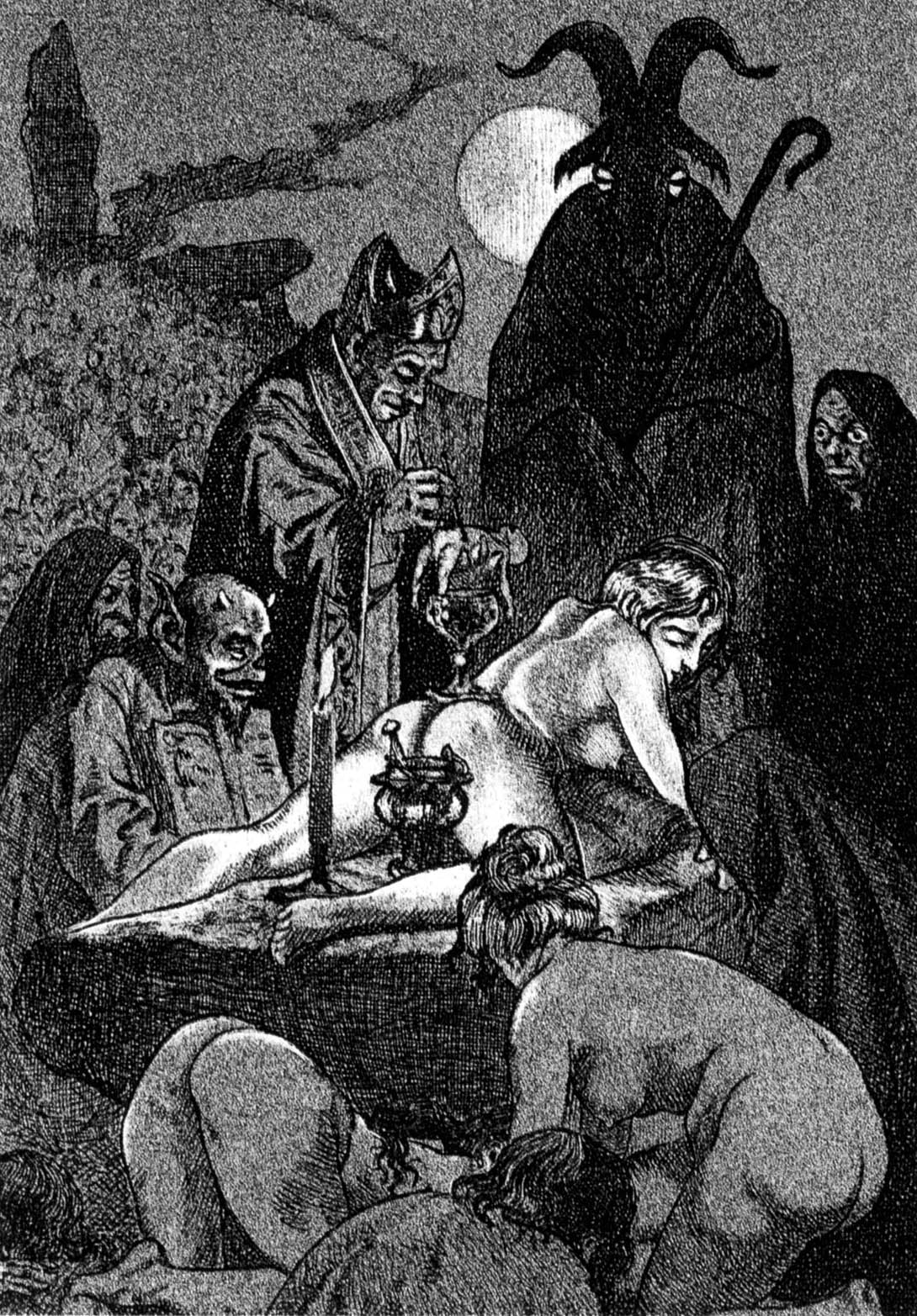
Missa Negra com o assassinato ritual de uma criança, desenho de Martin van Maële que apareceu na edição de 1911 de La Sorcière ' 'por Jules Michelet.

A descoberta de abuso de ritual satânico também levou a acusações de assassinato ritual e sacrifício humano durante missas negras, como no caso dos demônios da região de Baixa Modena (Itália).As escrituras da Ordem dos Nove Ângulos toleram e até encorajam o sacrifício humano / assassinato ritual,  nomeando suas vítimas como  opfers . 

### Ocultismo e espiritualismo

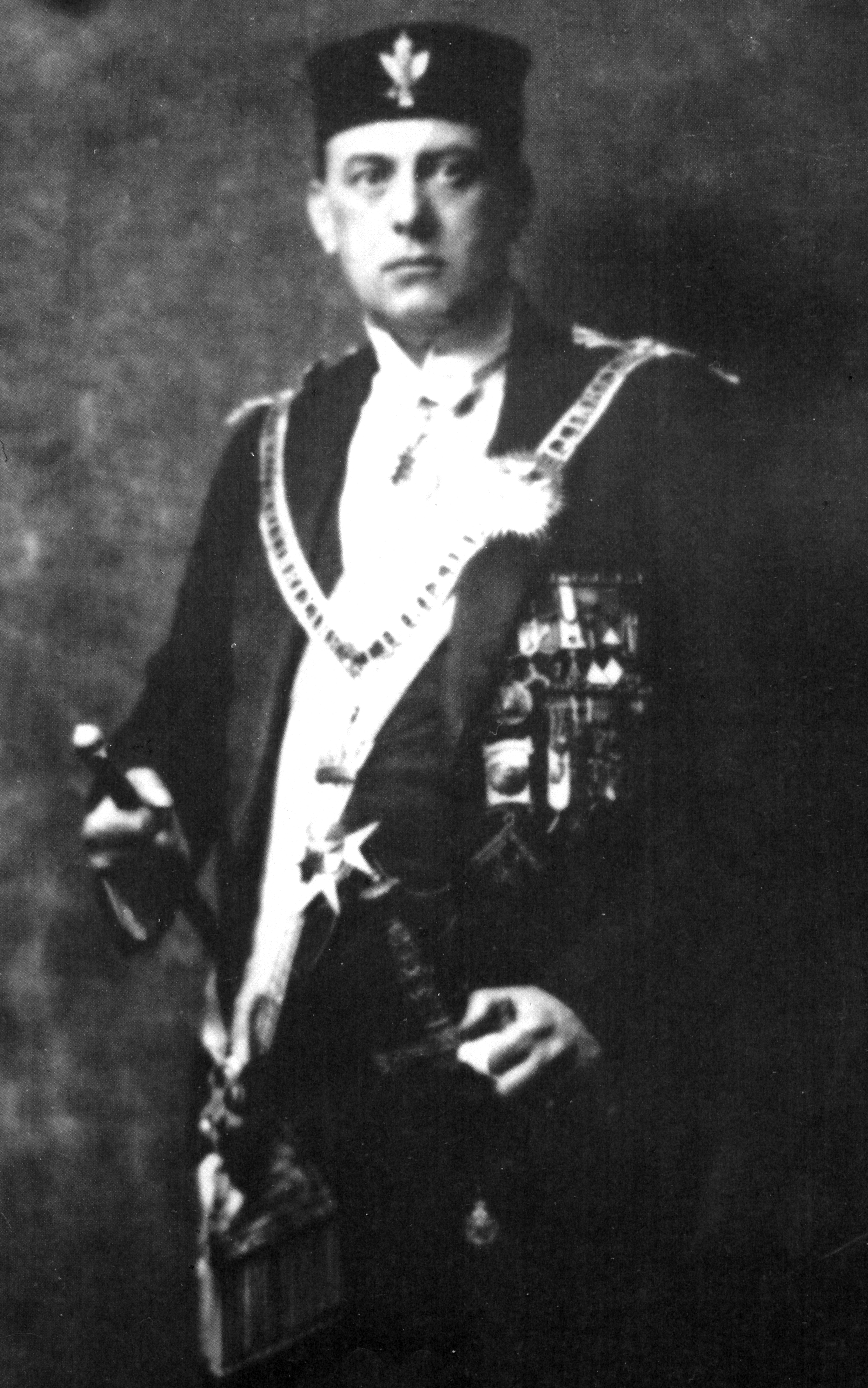
Aleister Crowley

Aleister Crowley foi acusado de promover o assassinato ritual  em seus livros 
.
Em Quebec em 2011, um caso de suor ritual em ambiente sectário e espírita, que resultou na morte da vítima por hipertermia, foi descrito como crime ritual por algumas testemunhas  .

### Assassinato do Czar Nicolau II e da Família Imperial Russa

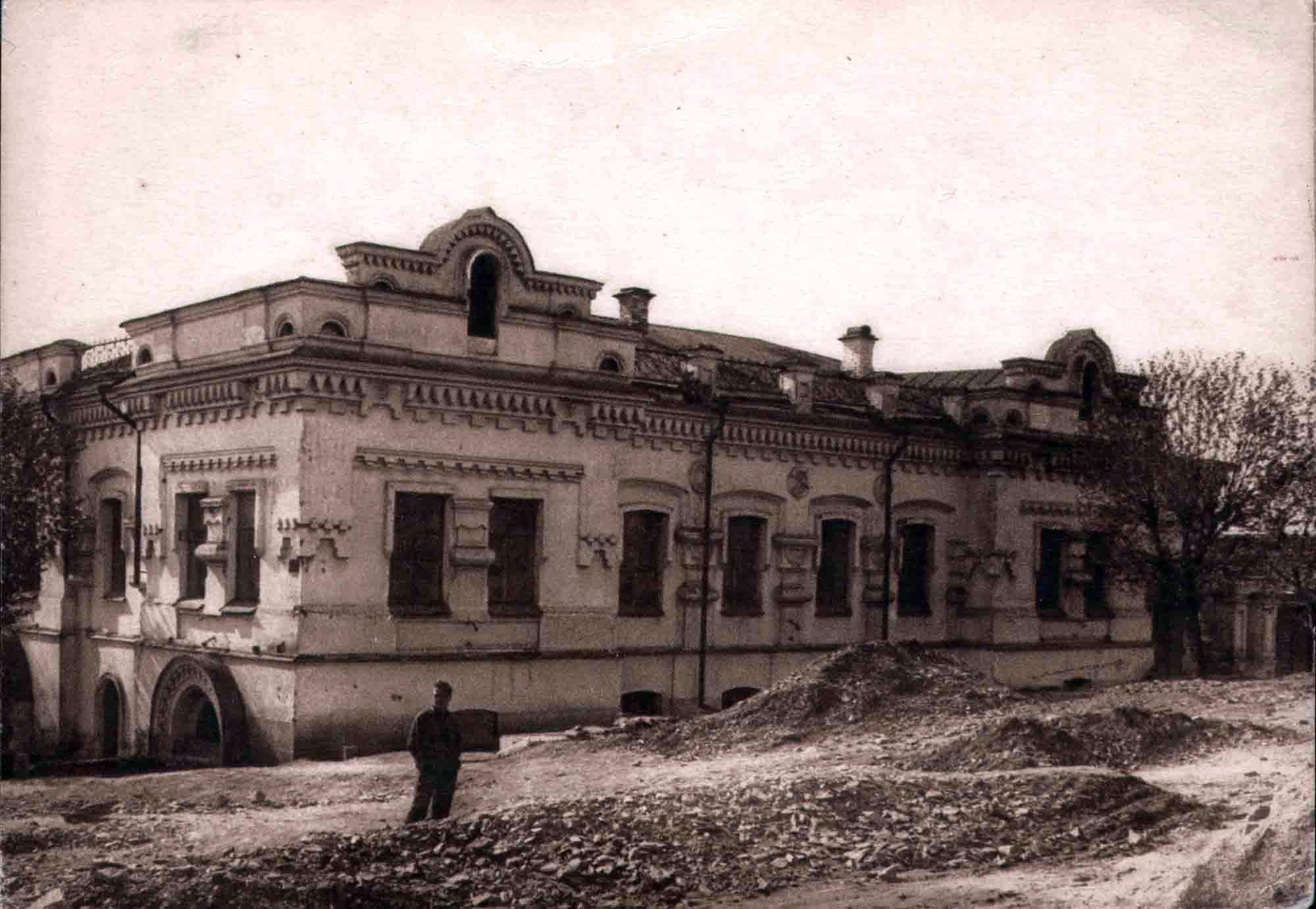
A casa Ipatiev, local do execução da família Romanov pelos bolcheviques em 1918.

O Assassinato da família imperial russa em 1918 pelos bolcheviques resultou em inúmeras acusações de crime ritual e na denúncia de símbolos de estilo ocultos na cena do crime de várias fontes.    citando referências a kabbalah.  A descriptografia dos símbolos  esclareceria o propósito do assassinato ritual.  Os resultados da pesquisa de assassinato foram publicados, com uma foto dos símbolos, em 1920.  O responsável pelo inquérito, o magistrado  Nikolaï Sokolov, juiz do tribunal de Omsk, também publicou os símbolos em seu livro.  Em 2017, a justiça russa abriu a investigação sobre as circunstâncias do crime, incluindo a acusação de homicídio ritual. 

### Assassinatos rituais em massa pela Cheka

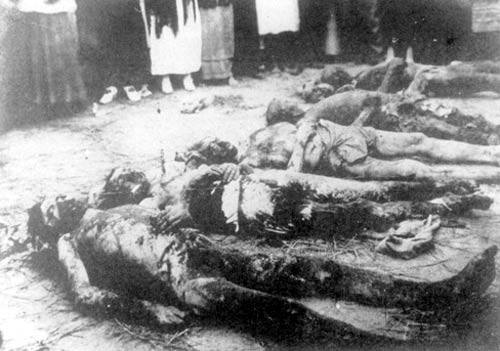
Cadáveres mutilados pela Cheka na República Soviética Ucraniana, 1918.

Em agosto de 1919, o corpo expedicionário do Exército do Povo Ucraniano provisoriamente assumiu a cidade de Kiev dos Bolcheviques da República Socialista Soviética Ucraniana, dando Isso levou a uma comissão de inquérito Rohrberg que descreveu o edifício Cheka e mencionou a descoberta de valas comuns com corpos destruídos, outras com membros decepados, alguns reduzidos a pedaços, outros com olhos puxados, e a cabeça, rosto e corpo. pescoço coberto de feridas profundas, outro com uma cunha profunda no peito, alguns sem língua e no buraco, número de braços e pernas revelando mutilações rituais com símbolos maçônicos ocultos gravados na carne   ·    ·  . As mutilações também são documentadas pelo historiador Sergei Melgunov. 

### Supostos crimes rituais maçônicos

#### Cavaleiro Kadosh

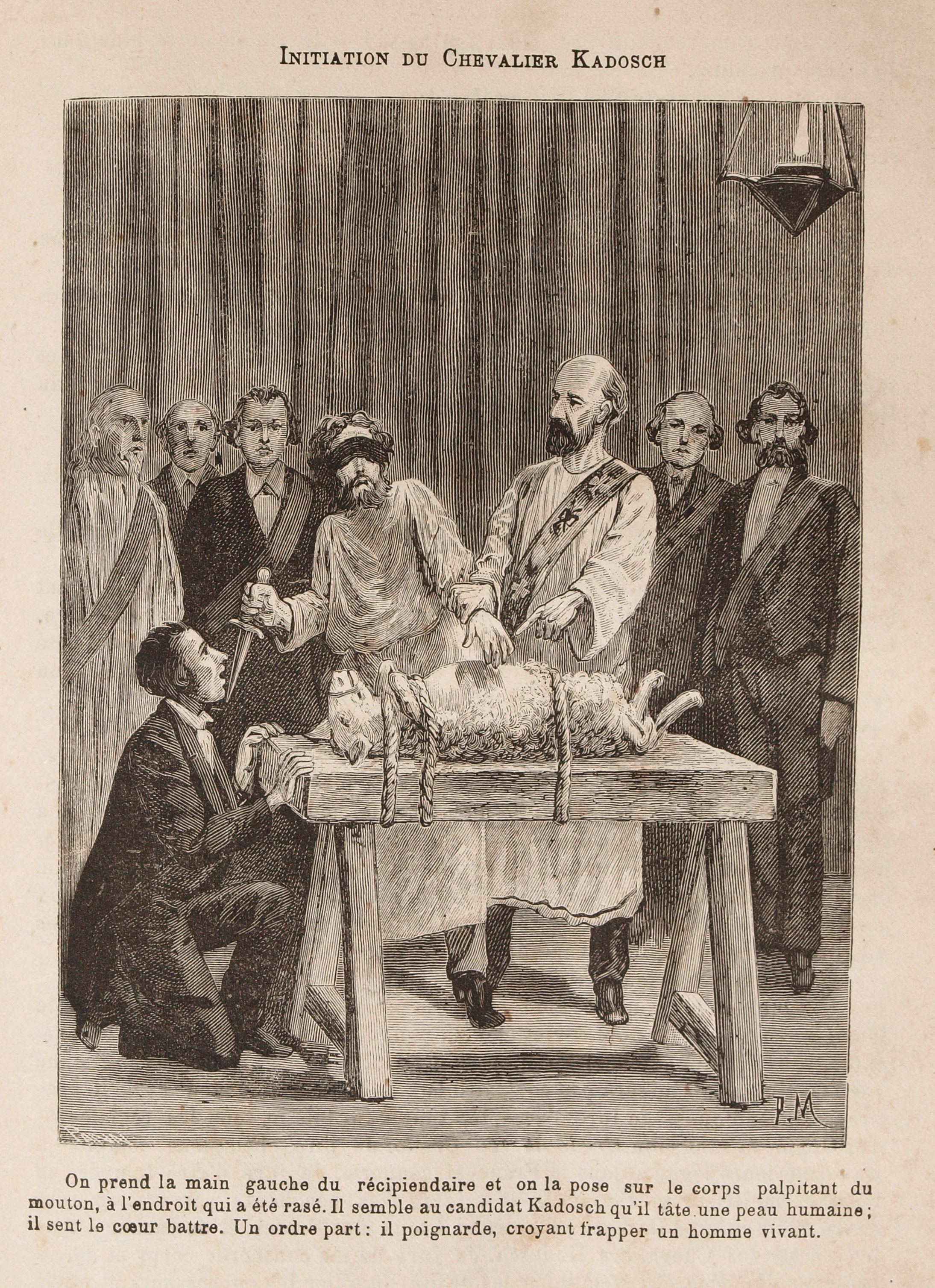
Iniciação ao 30º ano de cavaleiro kadosch, de acordo com Pierre Méjanel

A grau maçônica de cavaleiros Kadosh foi acusada de anti-religiosa e anti-monarquista subversão e também de estar em conexão com uma vingança templária a ser exercida por assassinato, e cuja formatura é preparatória.
A edição de 1918 da Enciclopédia Católica afirmou que na cerimônia em uso na jurisdição do sul do antigo e aceito Rito Escocês nos Estados Unidos, que foi supostamente escrito por Albert Pike, a tiara papal é pisoteada durante a iniciação.  Esta afirmação não aparece em nenhuma edição subsequente desta Enciclopédia,  embora tenha sido repetida pelo Padre William Saunders na   Arlington Catholic Herald  em 1996. 

#### A execução do Rei Luís XVI

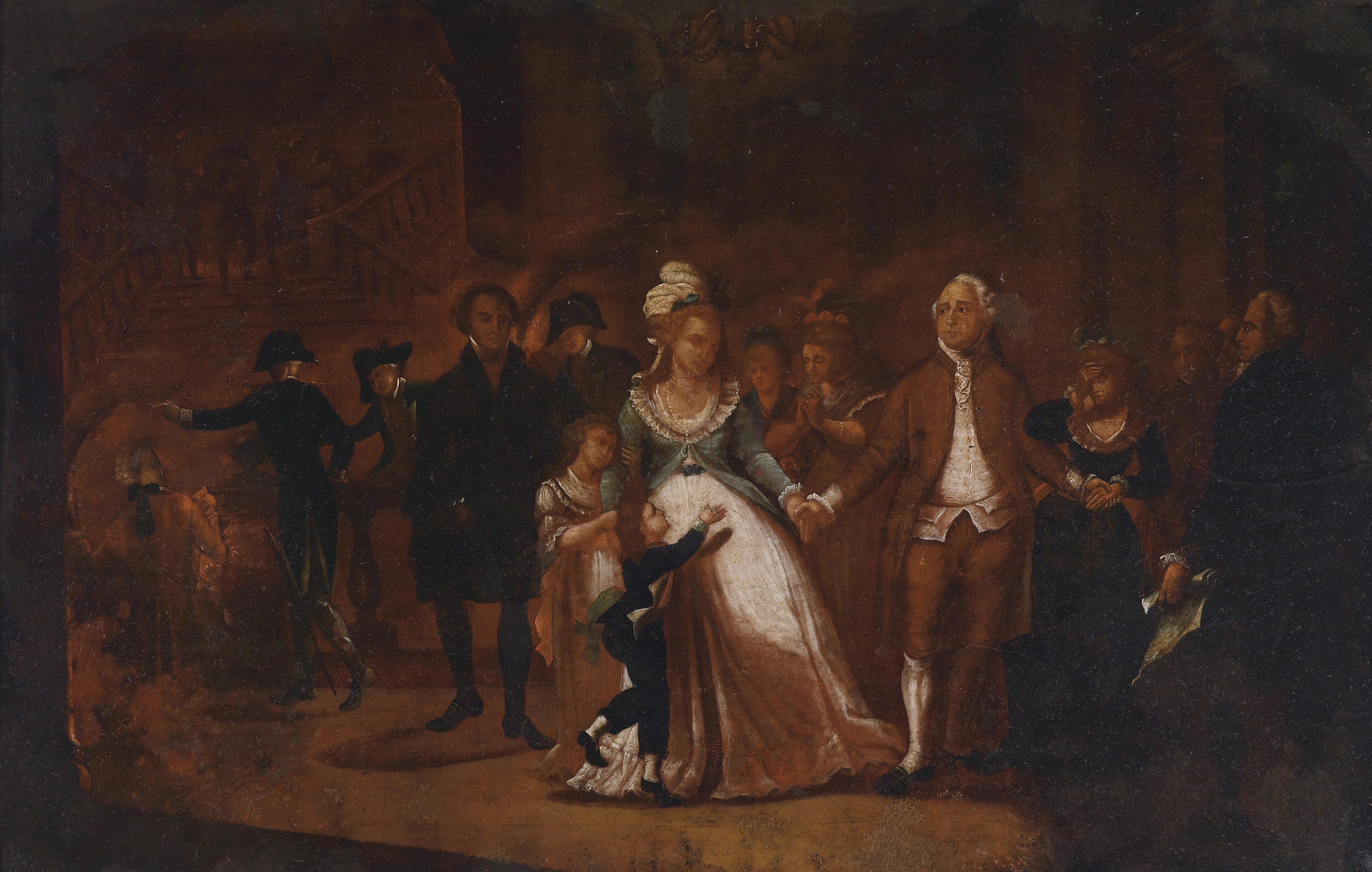
Separação de Luís XVI e Maria Antonieta na casa do templo.

De acordo com  Nicolas Deschamps, o Rei  Luís XVI foi condenado à morte em um convento maçônico antes de ser condenado pela Assembleia Nacional da França.  Outros autores anti-maçônicos exploraram esta hipótese, por exemplo Maurice Talmeyr.  Segundo o ensaísta Bertrand Acquin, a execução de Luís XVI foi denunciada como crime ritual maçônico do tipo propiciatório, assim como a execução de Maria Antonieta da Áustria. 

#### Jack, o Estripador

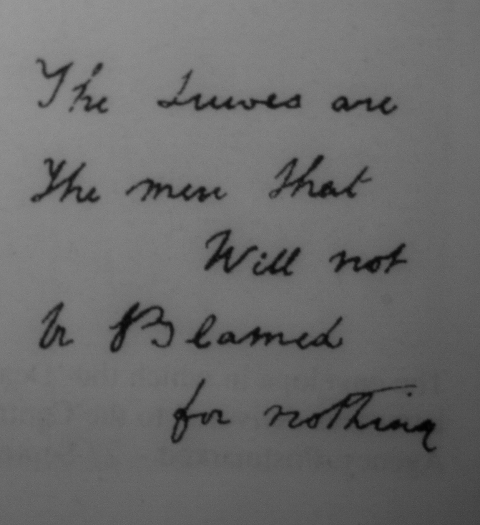
Grafite de Goulston Street após o assassinato de Catherine Eddowes (reprodução) por Jack, o Estripador com a palavra Juwes

No livro  Jack, o Estripador: A Solução Final  (1976), por Stephen Knight, uma hipótese de conspiração envolvendo à Maçonaria nos crimes de Jack, o Estripador, embora sem mostrar evidências.  Entre os suspeitos de ser o assassino de Londres estão vários maçons. Stephen Knight  designa esses crimes como crimes rituais, em parte por causa da Grafite de Goulston Street após o assassinato de Catherine Eddowes: "Os Juwes são os homens que Não serão culpados de nada ", que se traduz em" os Juwes são os homens que não seriam culpados de nada ". Ele associa a palavra "Juwes" com Jubelo, Jubela e Jubelum, os assassinos de Hiram Abiff, em vez dos judeus ("judeus"), como uma parte dos analistas do caso foi levada a acreditar.

#### Harry Truman e Hiroshima e Nagasaki
O Presidente dos Estados Unidos Harry S. Truman, sendo um 32º grau no Rito Escocês Antigo e Aceito, foi acusado de ter cometido um crime de guerra Maçônico com o caráter de crime ritual por ter dado a ordem de realização dos Bombardeamentos de Hiroshima e Nagasaki, assinando seu crime na escolha de cidades próximas ao paralelo 33 °. O número 33 é parte de uma numerologia maçônica comum. Em outubro do mesmo ano, ele foi eleito para o 33º grau. Outras fontes acrescentaram o fato de que as duas cidades eram as mais populosas com cristãos no Japão, sendo Cristianismo um inimigo da Maçonaria. O dia escolhido, 6 de agosto, é a festa católica da Transfiguração de Jesus, o dia em que os católicos comemoram a transfiguração do Senhor nestes termos: "e foi transfigurado diante deles , e seu rosto brilhou como o sol, e suas roupas tornaram-se brancas como a luz ".  Assim, eles se opuseram a uma transfiguração divina de um signo diabólico, a bomba atômica.

#### O ataque a JFK
De acordo com James Shelby Downard e Michael A. Hoffman, autores do livro "King-Kill 33rd", o assassinato de John F. Kennedy revela simbolismo maçônico . 

#### Assassinato de Roberto Calvi

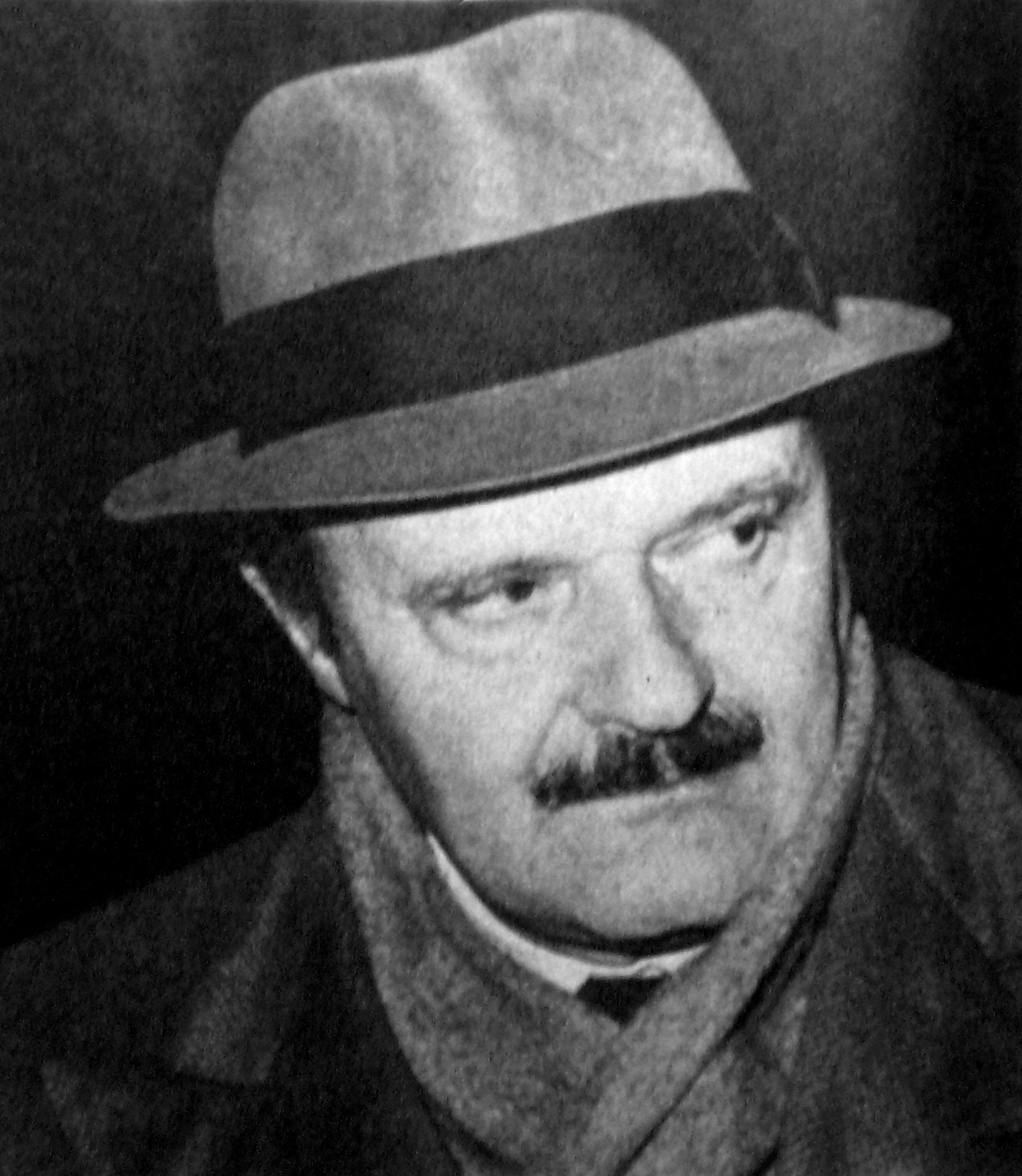
O banqueiro Roberto Calvi, membro da Loja P2, Propaganda Dois, encontrado enforcado sob uma ponte de Londres.

A morte do banqueiro Roberto Calvi, um membro da Loja P2, Propaganda Dois, foi considerada um assassinato ritual Maçônico. Os defensores desta teoria argumentam como evidência: * pendurado em uma corda de náilon, material que seria usado para conduzir o novo iniciado ao redor da cabana durante as iniciações em graus maçônicos azuis; o corpo está sob a Blackfriars Bridge, enquanto os membros da loja P2 (Propaganda Due) foram chamados de "irmãos negros" ("frades negros" em inglês); Os tijolos encontrados nos bolsos do banqueiro lembram os trabalhos de alvenaria e os ofícios de alvenaria, pedreiro e pedreiro têm o mesmo significado em várias línguas. Esses índices, de acordo com alguns autores, assinariam um acordo de conta maçônica   ·    ·  . 

#### Os ataques de 11 de setembro de 2001
De acordo com Richard Hoagland, os ataques de 11 de setembro de 2001 foram planejados por astrólogo maçons com numerológicas considerações maçônicas. 

## Assassinatos rituais

### Na África

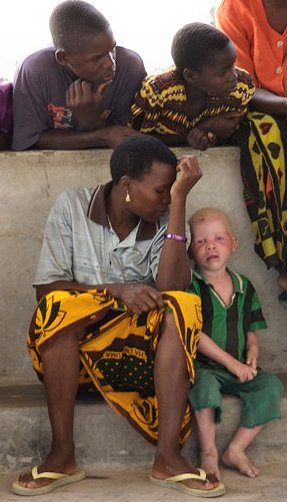
Criança albina na Tanzânia

#### Problema Albino
Novamente em 2015, há crimes rituais em Uganda, África do Sul, Nigéria, cerca de 200 a 300 por ano. Os Albinos são um grupo particularmente afetado, de acordo com as Nações Unidas, mais de 80 albinos foram mortos na Tanzânia entre 2000 e 2019 e houve pelo menos 18 assassinatos em Malawi de 2014 a 2019. O fenômeno também afeta Mali Gabão,   O fenômeno também está associado ao tráfico de órgãos.

#### Outros assassinatos rituais

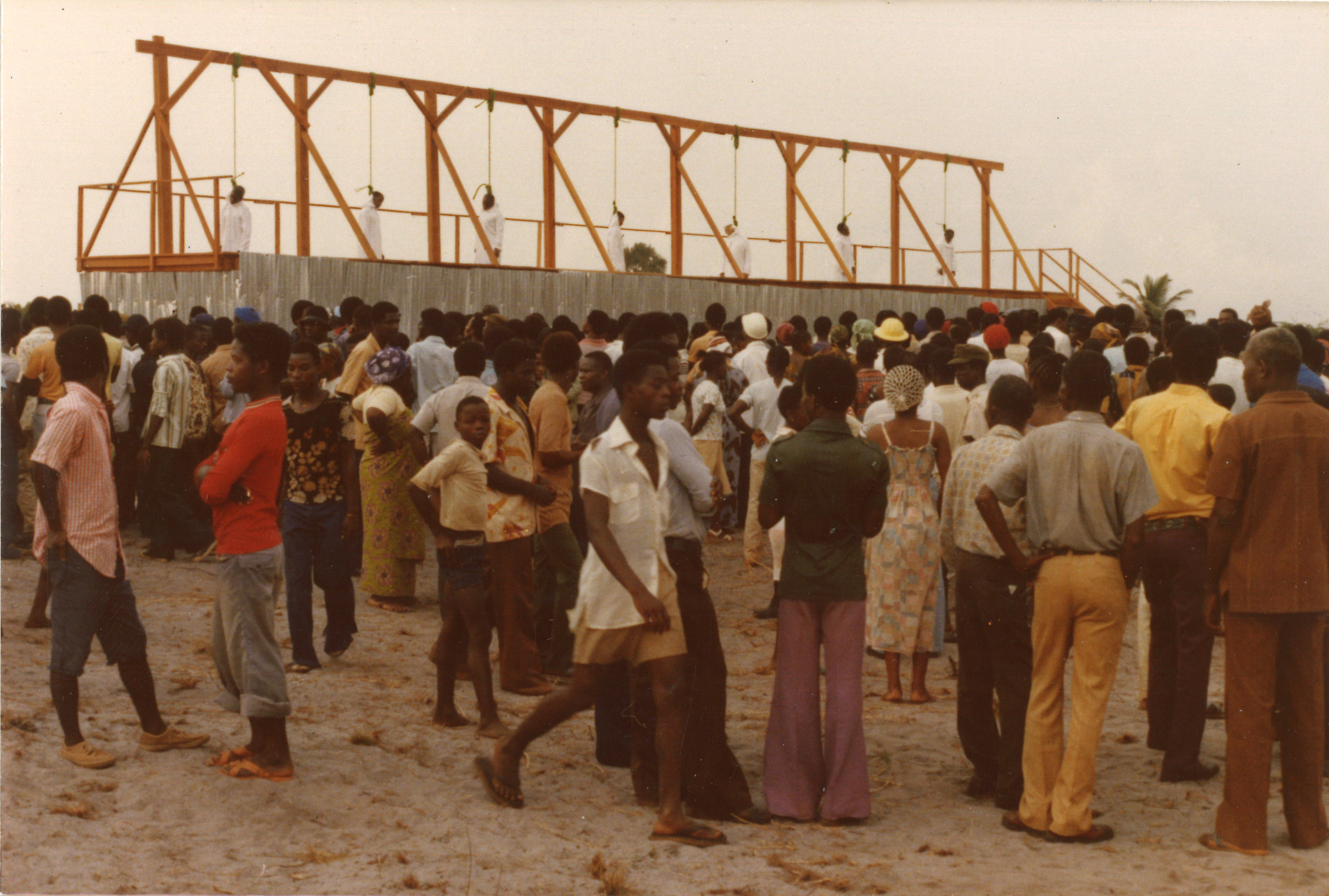
Enforcamento dos "Harpistas Sete", Libéria - 16 de fevereiro de 1979, culpado de assassinatos rituais

Os assassinatos rituais de Maryland foram uma série de assassinatos rituais que ocorreram em Harper, Condado de Maryland, Libéria na década de 1970. Os crimes foram considerados "o caso de assassinato ritual mais notório na Libéria" devido ao número de assassinatos e ao envolvimento de funcionários do governo e suas subsequentes execuções públicas. 
Na África Subsaariana, "a prática de assassinato ritual e sacrifício humano continua a ocorrer em violação da Carta Africana dos Direitos Humanos e dos Povos e outros instrumentos internacionais de direitos humanos. " No século XXI essas práticas foram relatadas na Nigéria, Uganda / sacrifício de crianças em Uganda, Suazilândia, Libéria, Tanzânia, Namíbia e Zimbabwe,  bem como Moçambique,  e Mali.  Esta é a prática de remover partes do corpo, sangue ou tecido de uma criança que ainda está viva. 
Em 2014, na Nigéria, a floresta do terror foi descoberta em Ibadan  

### Na América

#### América do Norte
Em 1969, o assassinato de Sharon Tate pela gangue de Charles Manson foi descrito como um assassinato ritual. 

#### América Central
No México em 1989, o líder da gangue Adolfo Constanzo organizou assassinatos rituais. 

#### América do Sul
No Brasil, no caso dos meninos emasculados em Altamira, estes meninos foram sequestrados, mutilados e mortos entre os anos de 1989 e 1993. De acordo com a justiça do Pará, os crimes foram cometidos durante rituais de satanismo e magia negra promovidos pela seita Lineamento Universal Superior, uma organização mística que entre outras coisas contestava a ideia ocidental da divindade.
A promotoria pública do Paraná acusou Beatriz Cordeiro Abagge e sua mãe, Celina Abagge, como mentoras do sequestro e morte de Evandro em 1992 (no caso Evandro) com o intuito de utilizar o corpo em um ritual de magia negra.
Em 2001 estourou o Caso de Ouro Preto (Brasil), segundo a promotoria, uma jovem, Aline, teria sido assassinada por três jovens moradores da "República Sonata", onde as jovens se hospedavam para a festa. A causa do crime seria um jogo de RPG, que Aline teria perdido, sendo punida com a morte, especificamente uma morte ritual, de acordo com preceitos satânicos,  que não foi verificado posteriormente.
Silvia Meraz Moreno é uma assassina em série e líder sectária condenada pelo assassinato ritual de três pessoas entre 2009 e 2010, em  Nacozari, Sonora, no México. Os assassinatos ocorreram no meio de assassinatos rituais de Santa Muerte.  
Em 2013, um bebê foi queimado no Chile porque uma seita acreditava que era o anticristo. 

### Na Asia
Em Singapura em 1988, a descoberta dos assassinatos rituais de Toa Payoh em conexão com o guru Adrian Lim, um adorador da deusa Kali, causou uma tempestade na mídia.

### Na Europa

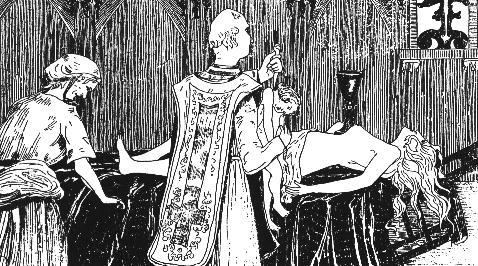
Caso dos Venenos: Étienne Guibourg celebrando uma missa negra com o assassinato ritual de uma criança no corpo de Madame de Montespan, na presença de La Voisin

Em 1680, o caso dos Venenos foi julgado na França.

## Na cultura popular
- A história em quadrinhos  La Vilaine Lulu , publicada em 1967 por Yves Saint Laurent e apresentando assassinatos rituais perpetrados por "Vilaine Lulu". [63]
- O romance autobiográfico oculto de Franz Bardon,  Frabato the Magician  (1979), fala sobre os rituais satanistas e assassinatos rituais de uma loja maçônica na cidade de Dresden , a "Ordem Maçônica do Século Dourado", e as ações do mago Frabato para combatê-la.
- O romance "O irmão de sangue" (2007) da série de romances do comissário Antoine Marcas, um policial maçom, de Éric Giacometti e Jacques Ravenne, narra os assassinatos rituais de um suposto Maçom de alto grau iniciado em um "grau maçônico em conexão com vingança."
- Miguel Alcíbar,  O horrível crime ritual da rua Tribulete , (2004).
- Sherlock Holmes (filme de 2009): Em 1891, Londres, o detetive Sherlock Holmes e seu parceiro e parceiro Dr. John Watson correram para prevenir o assassinato ritual de uma mulher por Lord Henry Blackwood, que matou cinco outras mulheres de maneira semelhante. Eles interrompem o ritual antes que o inspetor Lestrade e a polícia cheguem para prender Blackwood.
- O silêncio da cidade branca é um romance literário policial  Espanhol de 2016 escrito por Eva García Sáenz de Urturi. [64] O romance se passa em Vitória, em 2016. Há 20 anos, alguns trágicos crimes rituais causaram pânico entre a cidade e  a província até que um famoso arqueólogo foi acusado e condenado a prisão. Mas quando está para sair, os crimes recomeçam com o mesmo modus operandi: as vítimas são exibidas em números pares com flores conhecidas como  eguzkilores em alguns lugares histórico da cidade. Todas as vítimas têm um múltiplo de 5 anos de idade e sobrenomes compostos de Alava.
- Nothing dura para sempre (Arquivo X) (2018): Neste episódio da série Arquivo X, Fox Mulder e Dana Scully são atraídos para o caso porque as evidências sugerem que foi um assassinato ritual. A polícia rejeitou as especulações de Mulder e acredita que as mortes estão relacionadas ao roubo de órgãos, observando que um dos cirurgiões teve sua licença médica revogada e era associado à máfia russa. Reunidos em uma igreja, os agentes discutem brevemente a natureza da fé. Scully confirma que todas as doações legais de órgãos foram contabilizadas, enquanto Mulder não encontrou nenhum traço de vendas ilegais na  'Dark web' . Mulder relaciona a mensagem do assassino a um salmo sobre a vingança de Deus e avisa que as barras de ferro que combinam com o formato distinto da arma do crime foram removidas da cerca da igreja. Por causa disso, Mulder passa a acreditar que os assassinatos são motivados pela raiva divina ao invés da adoração ao demônio.